# 李力 (1924年)
李力（1924年8月19日—2014年1月22日），原名李潜修，男，安徽芜湖人，中国政治人物，原总参通信部副部长。少将军衔。李克农次子。

## 生平
1924年8月出生于安徽省芜湖县。1938年4月赴延安抗日军政大学学习，同年6月加入中国共产党。1940年5月，在八路军西安办事处电台工作。1941年1月皖南事变后被调回延安，途中遭中国国民党军队扣留。后经营救回到延安。1941年底，调入军委三局通信学校任收发报教员，参与延安整风运动。1945年3月，重回军委三局通信总台任报务员。1947年任野战司令部电台报务主任。1950年后，历任中央军委通信兵部办公室秘书（王诤秘书）、副主任，业务处计划科科长，组织计划处副处长，科学技术部技术计划处处长、后勤部战勤处处长等职务。
文化大革命开始后，李力奉命到中央民族学院进行支左，担任解放军军宣队队长。1971年至1977年，担任中央民族学院革命委员会主任。1978年后，历任总参通信部科学技术部副部长，司令部副参谋长。1982年8月，任总参通信部副部长，分管科技装备和指挥自动化工作。1987年离休。
2014年1月22日20时10分在北京逝世，享年90岁。

## 家庭
- 父亲：李克农（1899年9月15日—1962年2月9日）
- 妻子：郭芃（1922年8月—2025年5月26日）[4]
- 女儿：李紫芳（1950年—2023年1月14日）
- 儿子：李凯城（1952年—），曾任总参政治部政研室主任。著有《新时期政治工作调查研究方法》。

## 荣誉
- 三级独立自由勋章（1955年6月）
- 三级解放勋章（1955年6月）

## 出版物
- 李力. . 北京: 人民出版社. 2013. ISBN 9787010121567.
- 李力. . 北京: 人民出版社. 2008. ISBN 9787010072012.